# Gramophone Company
La Gramophone Company, establerta al Regne Unit i fundada en representació d'Emil Berliner, era una de les primeres empreses d'enregistrament, l'organització matriu del segell His Master's Voice (HMV), i l'afiliat europeu de l'americana Victor Talking Machine Company. Encara que la companyia es va fusionar amb l'empresa Columbia Records el 1931 per formar EMI, el seu nom "The Gramophone Company Limited" va continuar al Regne Unit fins als anys 70.

## Història

### Primers enregistraments
La Gramophone Company va ser fundada el 1898 per William Barry Owen i Trevor Williams a Londres, Anglaterra. Owen actuava d'agent per Emile Berliner, inventor del disc fonogràfic, mentre que Williams s'ocupava de les finances. La majoria dels primers discos es van enregistrar a Hannover, Alemanya, a una planta operada per membres de la família Berliner, encara que va tenir operacions a tot el món.
El 1898, Fred Gaisberg es va traslladar dels Estats Units a Londres per instal·lar el primer estudi de gravació de discs a Europa; estava situat a Maiden Lane. Entre els primers artistes que va enregistrar hi havia Síria Lamont, una soprano australiana de qui el single "Coming through the Rye" va ser una de les primeres publicacions. Al desembre de 1900, Owen va guanyar els drets de fabricació de Lambert Typewriter Company, i la companyia Gramophone va ser reanomenada durant uns anys com Gramophone & Typewriter Ltd. Aquest va ser un intent de diversificar el model de negoci, en resposta a una sèrie de demandes interposades per Edison Bell.

### Impacte de demanda
El 1900, el pare americà de Gramophone va perdre un contracte de violació de patents denunciat per Columbia Records i Zonophone, i ja no estava autoritzat a produir enregistraments als Estats Units. El seu fabricant de maquinari, Eldridge R. Johnson, va deixar una gran fàbrica i milers de reproductors sense discos per a reproduir, presentant aquest mateix any una petició per poder fer discos ell mateix, i van guanyar, malgrat el veredicte negatiu contra Berliner. Aquesta victòria de Johnson, que es va utilitzar per nomenar la nova companyia discogràfica Victor Talking Machine Company que va fundar l'any següent, va poder ser en part degut a un acord de lliurament de mans de patents amb Columbia. L'acord va permetre a Columbia produir discos, que van començar a fer el 1901; els enregistrament de Columbia havien estat prèviament cilindres.
La companyia Victor Talking Machine mai va ser una filial o subsidiària de Gramophone, ja que la fàbrica de Johnson, que havia estat fabricant màquines reproductores per a Berliner, era la seva pròpia empresa amb moltes patents mecàniques que posseïa, les quals eren valuoses en l'acord amb Columbia.
Així, Víctor i Columbia van començar a fer discos plans als Estats Units, amb Gramophone del Regne Unit i uns altres que ho van seguir fora dels Estats Units. Això va deixar a Edison com l'única empresa important en la fabricació de cilindres; Columbia encara en va fer un nombre limitat durant uns anys. Emile Berliner va sortir del negoci. Tot el que havia deixat eren els màsters dels primers enregistraments. Va portar aquests a Canadà i van reformar el seu segell berlinès a Mont-real, on va usar la marca "His Master's Voice". Edison aviat s'uniria al mercat discogràfic amb els seus discos de diamants i els seus reproductors.

### Discos amagats
Un esforç de relacions públiques de 1907 va implicar Alfred Clark, un representant de Nova York de la companyia. Clark va persuadir a l'Òpera de París de segellar i tancar 24 gravacions en dos contenidors de ferro i plom en un magatzem. Aquests s'obririen passats 100 anys. El 1912, es van afegir 24 enregistraments addicionals en dos contenidors addicionals, juntament amb un gramòfon de liquidació i un subministrament d'agulles per assegurar que els discos es podrien reproduir quan s'obrissin de nou.
El 1989 es va descobrir que un dels contenidors de 1912 havia estat obert i buidat i el gramòfon robat. Els tres contenidors restants es van traslladar a la Biblioteca Nacional de França. Quan es va obrir el desembre de 2007, es van trencar alguns dels discos, però es van trobar còpies dels desapareguts i trencats a la Biblioteca Nacional de França. EMI va digitalitzar la col·lecció i va publicar-la en tres discs compactes al febrer de 2009 com Les Urnes de l'Òpera.

### Canvi de logo

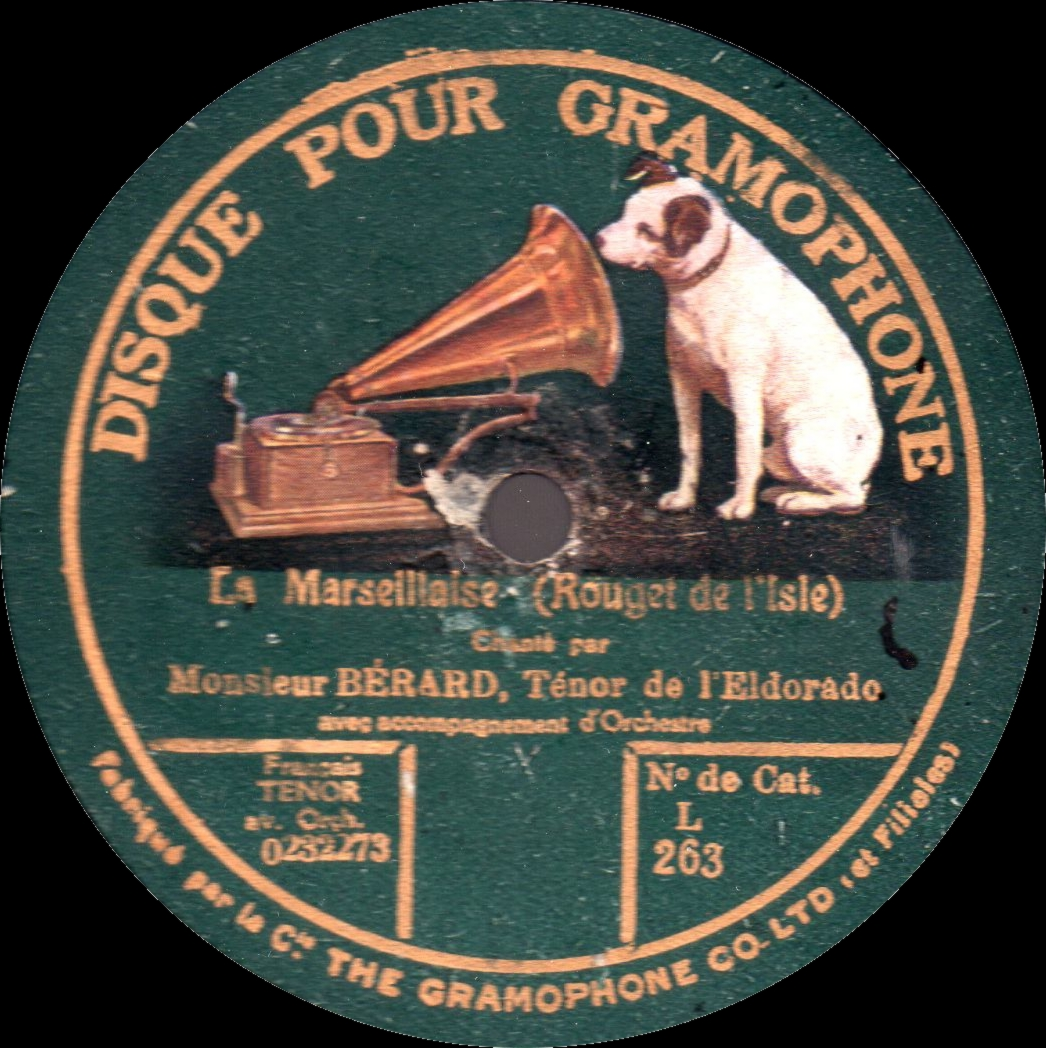
Etiqueta amb el gos Nipper

El febrer de 1909, la companyia va presentar noves etiquetes amb la famosa marca coneguda com a "His Master's Voice", generalment coneguda com a HMV, per a distingir-les d'etiquetes anteriors amb un esbós de la marca registrada Recording Angel. Aquest últim havia estat dissenyat per Theodore Birnbaum, un executiu de la planta de premsat de la companyia Gramophone a Hannover. Tot i que el públic en general es va referir als enregistraments i la companyia com "His Master's Voice" o "HMV" a causa de la prominència de la frase en les discogràfiques, The Gramophone Company mai va ser oficialment coneguda com a HMV o His Master's Voice Company. La pintura "La veu del seu amo" es va fer a la dècada de 1890 amb el gos Nipper escoltant un cilindre de fonògraf d'Edison. El 1899, Owen va comprar la pintura de Francis Barraud, l'artista, i li va demanar que pintés la màquina Edison i que substituís la màquina. El 1900, Emile Berliner va adquirir els drets dels EUA de la pintura i es va convertir en la marca comercial de la companyia Victor Talking Machine el 1901. Els drets del Regne Unit del logotip van ser reservats per Gramophone. El gos Nipper va viure de 1884 a 1895 i és honrat a Anglaterra amb una sepultura destacada.

### Formació d'EMI
El març 1931 Gramophone es fusiona amb la Columbia Graphophone Company per formar Indústries Elèctriques i Musicals Ltd (EMI). El nom de "Gramophone Company, Ltd.", tanmateix, va continuar sent utilitzat durant dècades, especialment per avisos de copyright en gravacions. La Gramophone Company of India es fa fundar el 1946. L'entitat legal de Gramophone Company Ltd es va reanomenar EMI Records Ltf el 1973.